# Josef Breuer
Josef Breuer (n. 15 ianuarie 1842, Viena, Imperiul Austriac – d. 20 iunie 1925, Viena, Republica Austriacă) a fost un medic și neurofiziolog austriac, evreu de origine. Prin activitatea sa din anii 1880 cu pacienta Bertha Pappenheim, cunoscută sub pseudonimul de Anna O., a dezvoltat cura prin vorbire (metoda cathartică), punând bazele psihanalizei, dezvoltată ulterior de protejatul lui, Sigmund Freud.

## Formarea
Născut în Viena, tatăl său, Leopold Breuer, a predat religia în Viena, iar mama lui a murit când el era foarte tânăr, așa că a fost crescut de bunica maternă și educat de tatăl său până la vârsta de opt ani. A absolvit Akademisches Gymnasium din Viena în 1858 și apoi s-s înscris la facultatea de medicină a Universității din Viena. Și-a trecut examenele în 1867 și a început să lucreze ca asistentul internistului Johann Oppolzer la universitate.

## Anna O.
Breuer este mai bine cunoscut pentru activitatea sa cu Anna O. (pseudonim al Berthei Pappenheim), o femeie care suferea de isterie sau „paralizie a membrelor, precum și tulburări de vedere și vorbire.” Breuer a observat că simptomele bolii se reduceau sau dispăreau după ce aceasta își verbaliza trăirile. Bertha numea în glumă această procedură curățarea coșului de fum. Această practică a devenit cunoscută sub numele de „cură prin vorbire”. Breuer mai târziu s-a referit la ea ca "metoda cathartică".
Pe atunci, Breuer era mentorul tânărului Sigmund Freud, pe care l-a inițiat în practica medicală. Ernest Jones spunea: "Freud era foarte interesat să audă despre cazul Annei O., care a lăsat o profundă impresie asupra lui";, iar în cartea sa Despre psihanaliză. Cinci prelegeri ținute la Universitatea Clark, Freud a subliniat generos: „Eram student și lucram la examenele mele finale când (...) Breuer, a făcut uz de această procedură pentru prima oară (în 1880-2) (...) Până la acel moment, nu mai înlăturase nimeni vreun simptom al isteriei printr-o astfel de metodă.”

## Familia
Breuer s-a căsătorit cu Matilda Altmann în 1868, și au avut cinci copii. Fiica lui, Dora, s-a sinucis pentru a scăpa de deportarea nazistă. Una dintre fiicele sale, Margareta Schiff, a pierit în Theresienstadt pe 9 septembrie 1942. Nepoata lui Breuer, Hanna Schiff, a murit încarcerată de naziști.

## Legături externe
- en  Gale Encyclopedia of Psychology.